# Graubrust-Palmtangare
Der Graubrust-Palmtangare (Microligea palustris) ist ein kleiner Singvogel und der einzige Vertreter der Gattung Microligea.  Das Verbreitungsgebiet befindet sich auf Haiti und der Dominikanischen Republik auf der Insel Hispaniola. Die IUCN listet sie als „nicht gefährdet“ (least concern).

## Merkmale
Graubrust-Palmtangaren erreichen eine Körperlänge von 14,5 Zentimetern. Die Flügellänge beträgt beim Männchen 6,03 bis 6,64 Zentimeter, beim Weibchen 5,61 bis 6,78 Zentimeter. Adulte Graubrust-Palmtangaren der Nominatform haben ein dunkelgraues Kopfgefieder, einen schmalen weißen, unterbrochenen Augenring und schwärzliche Zügel. Der obere Mantel ist dunkelgrau, der untere Mantel ist wie das übrige Oberseitengefieder dunkel olivgrün und die Flügel sind schwärzlich. Das Unterseitengefieder ist blass gräulich mit weißlichem Bauch und Unterschwanzdecken. Der Schnabel und die Beine sind schwärzlich. Jungvögel im ersten Jahr ähneln den adulten Vögeln. Das Oberseitengefieder und der obere Mantel sind verwaschen grün, die Iris ist im ersten Herbst braun und das Unterseitengefieder verwaschen oliv.
Die Unterart Microligea p. vasta unterscheidet sich von der Nominatform durch die etwas blassere Gesamtfärbung. Die Kehle ist weißlicher und die Unterseite ist im hinteren Bereich weißlich.

## Lebensraum, Ernährung und Fortpflanzung
Graubrust-Palmtangaren sind Standvögel. Die Nominatform kommt hauptsächlich in Dickichten und im dichten Unterholz höherer Lagen vor. Die Unterart Microligea p. vasta bewohnt trockene Niederungen. Bei der Nahrungssuche ist die Art meist in kleinen Gruppen mit dem Schnäpper-Vireo (Vireo nanus) und manchmal mit der Spiegelpalmtangare (Xenoligea montana) vergesellschaftet. Ihre aus Insekten bestehende Nahrung suchen sie im Unterholz und meist in tieferen Regionen als der Spiegel-Waldsänger. In höheren Lagen wird zwischen Mai und Juni gebrütet. Möglicherweise finden die Bruten in den Niederungen etwas früher statt. Das schalenförmige Nest wird niedrig in einem Busch oder einem Brombeerdickicht erbaut, gewöhnlich niedriger als 1 Meter über dem Boden. Das Gelege besteht aus zwei Eiern.

## Unterarten und Verbreitung
- Microligea p. palustris (Cory, 1884)  – Kommt in den Hochländern von Haiti und der Dominikanischen Republik vor.
- Microligea p. vasta Wetmore & Lincoln, 1931  – Verbreitet im Südwesten der Dominikanischen Republik, von der Insel Isla Beata und Barahona bis nach Azua. Einige Individuen konnten auch im Nordwesten von Haiti in trockenen Niederungen beobachtet werden. Möglicherweise handelt es sich bei diesen Tieren um eine noch unbeschriebene dritte Unterart.